# Шутово (Мартин)
Шутово (слч. Šútovo) насељено је мјесто са административним статусом сеоске општине (слч. obec) у округу Мартин, у Жилинском крају, Словачка Република.

## Становништво
| Година:    | 1994. | 2004.   | 2014.   | 2024.   |
| ---------- | ----- | ------- | ------- | ------- |
| Број људи: | 509   | 505     | 513     | 509     |
| Разлика:   |       | -0,78 % | +1,58 % | -0,77 % |

| Година:    | 2023. | 2024.   |
| ---------- | ----- | ------- |
| Број људи: | 506   | 509     |
| Разлика:   |       | +0,59 % |

Према подацима о броју становника из 2024. године насеље је имало 509 становника.